# Синтоцукава
Синтоцукава (яп. 新十津川町 Синтоцукава-тё:) — посёлок в Японии, находящийся в уезде Кабато округа Сорати губернаторства Хоккайдо. Площадь посёлка составляет 495,62 км², население — 6939 человек (30 июня 2014), плотность населения — 14,00 чел./км².

## Географическое положение
Посёлок расположен на острове Хоккайдо в губернаторстве Хоккайдо. С ним граничат города Такикава, Сунагава, Исикари и посёлки Ураусу, Урю, Наиэ, Тобецу, Масике.

## Население
Население посёлка составляет 6939 человек (30 июня 2014), а плотность — 14,00 чел./км². Изменение численности населения с 1980 по 2005 годы:
| 1980 | 9429 чел. |  |
| 1985 | 9111 чел. |  |
| 1990 | 8787 чел. |  |
| 1995 | 8363 чел. |  |
| 2000 | 8067 чел. |  |
| 2005 | 7684 чел. |  |

## Символика
Деревом посёлка считается тис остроконечный, цветком — рододендрон.